# Stevie Starr
Steven „Stevie“ Starr (* 13. Dezember 1962 in Glasgow) ist ein schottischer Illusionist. Seine Darbietungen beruhen auf dem Prinzip der Regurgitation, d. h. in der Wahrnehmung des Publikums verschluckt Starr Gegenstände und holt diese willentlich wieder aus seinem Magen hervor. Er gewann 2018 die Castingshow Das Supertalent.

## Leben und Karriere
Nach eigenen Angaben verbrachte Stevie Starr die ersten 18 Jahre seines Lebens in einem Kinderheim in seiner Geburtsstadt. Starr hat zehn Geschwister und ist 40-facher Onkel.
Anfangs arbeitete er in einer Metzgerei. Er trat dann in verschiedenen TV-Shows auf, zum Beispiel in der Tonight Show mit Jay Leno und in der Late Show mit David Letterman. Im Jahr 2010 trat Stevie Starr in der britischen Talentshow Britain’s Got Talent auf, in der er unter anderem den Ring von Amanda Holden sowie ein Schloss mit Schlüssel verschluckte und den Ring eingeschlossen wieder aus seinem Mund hervorbrachte. Starr schied im Halbfinale aus. Außerdem trat er 2010 in der deutschen Talentshow Das Supertalent auf. Im Halbfinale verschluckte er unter anderem einen Ring der Jurorin Sylvie van der Vaart. Er kam ins Finale der besten zwölf Teilnehmer, in dem er Platz sieben im Televoting belegte. Im Jahr 2011 nahm er erneut bei Das Supertalent teil, schied aber im Halbfinale aus. Im selben Jahr nahm er auch an der tschechischen Version der Show teil und schaffte es bis ins Finale. 2018 gewann er Das Supertalent.

## Art der Darbietung
Eines von Starrs bekanntesten Kunststücken besteht darin, dass er nummerierte Münzen verschluckt und sie in der gewünschten Reihenfolge wieder aus seinem Mund hervorbringt. Außerdem verschluckt er Billardkugeln, Glühlampen, Feuerzeuge, Zauberwürfel und lebende Goldfische, die das unverletzt überleben. Bei einem anderen Kunststück raucht Starr eine Zigarette, wobei er den Rauch in sich behält und ihn anschließend, manchmal mit von ihm vorher geschlucktem Gas, in eine Seifenblase bläst und diese anschließend entzündet. Ebenfalls bekannt ist sein Kunststück, bei dem er Weintrauben und Rasierklingen verschluckt und die Weintrauben geteilt wieder hervorbringt.